# Високе (Миргородський район)
Висо́ке — село в Україні, у Миргородському районі Полтавської області. Населення становить 174 осіб. Входить до складу Сенчанської сільської громади.

## Географія
Село Високе знаходиться за 3 км від лівого берега річки Сула, за 1 км від села Часниківка та за 1,5 км від села Вирішальне.

## Історія
- ? - засновано як село Крем'янка.
- 1962 - перейменовано в село Високе.
- До 2020 року орган місцевого самоврядування — Вирішальненська сільська рада.

## Населення

### Мова
Розподіл населення за рідною мовою за даними перепису 2001 року:
| Мова       | Кількість | Відсоток |
| ---------- | --------- | -------- |
| українська | 171       | 98.28%   |
| російська  | 3         | 1.72%    |
| Усього     | 174       | 100%     |